# Франсоа-Андре Венсан
Франсоа-Андре Венсан (на френски: François-André Vincent) е френски художник неокласицист.

## Биография
Роден е през 1746 г. в семейството на художника – миниатюрист Франсоа-Ели Венсан. Учи художествено майсторство при Жозеф-Мари Виен.
През 1768 г. печели Римската премия на Кралската художествена академия и заминава за Рим, Италия. След връщането си от Рим, между 1771 и 1775 г. следва в Кралската художествена академия.
През 1790 г. рисува Луи XVI, а през 1792 г. става професор в Кралската художествена академия в Париж. През 1800 г. се жени за художничката Аделаида Лабил-Гиард.
Става пионер на френския неокласицизъм.

## Галерия
- „Смъртта на Катон“, 1771 – 1775
- Портрет на архитекта Пиер Русо, 1774
- „Алкивиад, обучаван от Сократ“, 1776
- „Велизарий“, 1776
- „Св. Йероним в пустинята, чувайки тромпета на съдбата“, 1776
- Гръцки свещеник, ок. 1782
- „Демокрит сред жителите на Абдера“, 1790
- „Скокът на Вилхелм Тел от кораба на похитителите му при скалите на Аксен“, 1791
- „Урок по оран“, 1798
- Портрет на натуралиста Жорж Кювие